# Kreeft (astrologie)

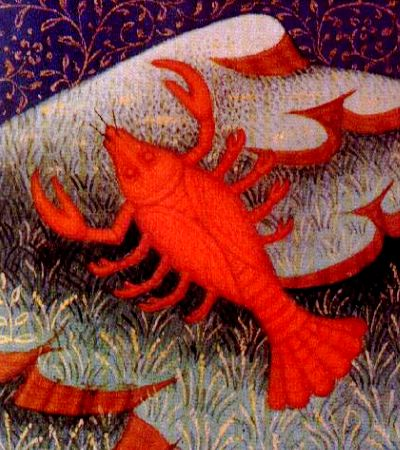
Kreeft (Cancer)

Astrologische teken voor Kreeft

Kreeft is in het astrologische teken van mensen, geboren tussen ca. 22 juni en ca. 22 juli. Het was oorspronkelijk verbonden met het gelijknamige sterrenbeeld en is het vierde teken van de dierenriem.
Kreeft bestrijkt de op de ecliptica afgemeten boog vanaf 90 graden tot 120 graden voorbij het lentepunt. Kreeft behoort tot de hoofdtekens en wordt verder geassocieerd met het element Water en de vrouwelijke, negatieve tekens. De traditionele heerser van het teken is Maan. Volgens Claudius Ptolemaeus en zijn Tetrabiblos wordt het eerste decanaat van Kreeft (0-10°) geregeerd door Venus, het tweede decanaat (10-20°) door Mercurius en het derde (20-30°) door Maan, wat de typologie bij de gewone zonnetekenastrologie verder kan verfijnen: 36 in plaats van 12 typen persoonlijkheden.

## Toelichting bij 'zonnetekens'
Als iemand naar zijn 'zonneteken' of 'sterrenbeeld' wordt gevraagd, heeft dat in de astrologie betrekking op de plaats van de Zon tijdens diens geboorte. De westerse astrologie gebruikt bij de duiding van gebeurtenissen twaalf 'partjes' van de baan die de zon in de loop van het jaar schijnbaar langs de hemel maakt. Die partjes zijn de zonnetekens of kortweg: de tekens, te beginnen vanaf Ram bij het lentepunt. 'Sterrenbeelden' zijn eigenlijk de astronomische constellaties aan de hemel, en die komen niet meer overeen met de twaalf sectoren die de astrologie gebruikt. Sommige auteurs van astrologierubrieken in de krant maken uitsluitend gebruik van deze zonnepositie, zoals 'Zon in Ram' of 'Zon in Weegschaal' om er een horoscoop mee te maken. Deze rubrieken werken met een bijzonder gereduceerde methode en worden door de meeste astrologen niet serieus genomen.

## Mythologie en archetype
In de mythologie wordt Kreeft vaak geassocieerd met de Griekse mythe van de Hydra van Lerna. Het was een van de twaalf werken van Hercules om deze hydra te doden.

## Popastrologie
Kreeft is een negatief, introvert waterteken (hoofdteken van de watertekens), met Maan als heerser en geassocieerd met het 4e huis. De combinatie van deze elementen levert volgende algemene eigenschappen op die doorgaans door de popastrologie aan het teken worden toegekend:
Positief
Hardnekkig,
vasthoudend,
vindingrijk,
loyaal,
intuïtief,
conservatief,
liefdevol,
emotionele kracht,
rijke gevoelens,
beschermend,
voorzichtig,
doelbewust,
romantisch,
fantasierijk,
gericht op familie, veiligheid,
huiselijk,
ouderlijke instincten,
ontvankelijk,
trouw,
warm,
sympathiek,
patriottisch,
sentimenteel,
zorgzaam,
eerlijk,
aardig,
spaarzaam,
eenvoudig.
Negatief
Humeurig,
vasthoudend, manipulerend via emotie indien negatief,
zorgelijk.
Deze 'eigenschappen' zouden eigenlijk moeten afgewogen worden aan de rest van de horoscoop. Staan er bijvoorbeeld behalve de Zon geen planeten in Kreeft dan zullen deze kenmerken zich -volgens de astrologische principes- niet erg manifesteren. Vandaar het gevaar en de oppervlakkigheid van popastrologie, die geen rekening houdt met andere sterke factoren uit de horoscoop.

## Compatibele tekens
De tak van de astrologie die zich bezighoudt met de grondige analyse van horoscopen van partners heet synastrie. Hierbij worden de horoscopen met allerlei technieken met elkaar vergeleken. In de popastrologie zoals hier besproken worden echter meer algemene beweringen gedaan op grond van de plaats van de Zon bij beide partners:
Het teken Kreeft wordt astrologisch compatibel geacht met Schorpioen en Vissen. Verder sluit het goed aan bij Maagd en Stier omdat deze tekens op een sextielafstand (60 graden) van Kreeft af liggen, en het sextiel wordt als een gunstige verbinding beschouwd. Zijn tegenpool is de Steenbok.
Dit is overigens geen persoonlijke aanwijzing, meer een algemeen astrologisch beginsel dat wordt afgewogen in samenhang met de rest van de factoren in de horoscoop.